# Попиљио (Пистоја)
Попиљио је насеље у Италији у округу Пистоја, региону Тоскана.
Према процени из 2011. у насељу је живело 480 становника. Насеље се налази на надморској висини од 540 м.